# 川普勒3
川普勒3，也稱為Cr36，是位於仙后座的一個疏散星團。它的視星等為7等，是川普勒目錄中最著名的星團之一。
有有兩顆亮星：TYC 4053-658-1和TYC 4053-466-1，視星等分別為10.16和10.02。

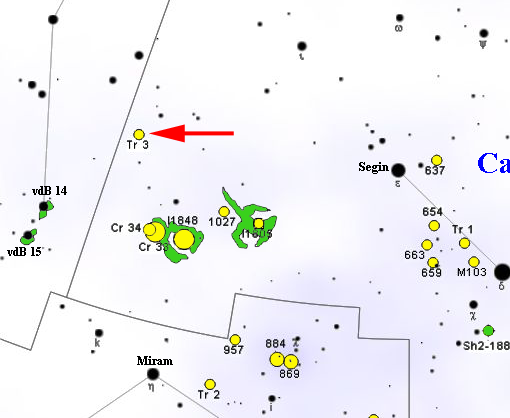
川普勒3在仙后座中的位置。

## 外部連結
- 维基共享资源上的相關多媒體資源：川普勒3